# Saint-Pierre-de-Varennes
Saint-Pierre-de-Varennes este o comună în departamentul Saône-et-Loire, Franța. În 2009 avea o populație de 826 de locuitori.

## Evoluția populației
| An        | 1975 | 1982 | 1990 | 1999 | 2006 | 2009 |
| --------- | ---- | ---- | ---- | ---- | ---- | ---- |
| Populație | 502  | 636  | 830  | 830  | 829  | 826  |